# جيورجي كورسوس
جيورجي كورسوس (بالمجرية: Korsós György)‏ هو لاعب كرة قدم مجري في مركز الدفاع، ولد في 22 أغسطس 1976 في جيور في المجر. شارك مع منتخب المجر تحت 21 سنة لكرة القدم ومنتخب المجر لكرة القدم. أما مع النوادي، فقد لعب مع أوستريا فيينا ورابيد فيينا وشتورم غراتس وغيور تورنا أوزتالي ونادي زانثي.

## وصلات خارجية
- جيورجي كورسوس على موقع قاعدة بيانات كرة القدم.إي يو (الإنجليزية)
- جيورجي كورسوس على موقع ناشيونال فوتبول تيمز (الإنجليزية)